# Leonyid Abramovics Juzefovics
Leonyid Abramovics Juzefovics (oroszul: Леонид Абрамович Юзефович, Moszkva 1947. december 18.) kortárs orosz író, forgatókönyvíró, történész. A Permi Egyetem tiszteleti professzora (2017).
Fia zenész, lánya irodalomkritikus (Galina Juzefovics).

## Életpályája
Bár Moszkvában született, gyerek- és ifjúkorát Permben töltötte, ahol mostohaapja a Motoviliha nevű külváros fegyvergyárában üzemvezetőként és főtechnológusként dolgozott. Zsidó családban született édesanyja gyermek-szemorvos volt, a világháború végeztével megházasodott, de 1949-ben elvált részeges férjétől és újból férjhez ment. A gyerek Leonyidot a mostohaapjáról nevezték el Abramovics Juzefovicsnak.
A Permi Egyetem bölcsészkarán végzett 1970-ben. Katonatisztként két évig Burjátföldön szolgált, szabadidejében ott kezdett foglalkozni a buddhizmussal, Mongólia történetével, valamint Ungern báró személyével, akiről első regényét írta. Dolgozott szociológusként, a helyi újság tudósítójaként, valamint 1975–2004 között történelemtanárként különböző városokban és iskolákban. 1981-ben megszerezte a történettudományok kandidátusa fokozatot. Disszertációja (Русский посольский обычай конца XV – начала XVII вв..) átdolgozva könyvalakban Puty poszla (Путь посла, 1988) címen jelent meg. Az 1980-as években elköltözött Permből, ettől kezdve Szentpéterváron és Moszkvában élt.

### Irodalmi munkássága
Első elbeszélését az Urál című irodalmi folyóirat közölte 1977-ben, és az 1980-as években számos elbeszélése, történettudományos cikke jelent meg különböző folyóiratokban. 1993-ban megjelent Ungern báróról szóló dokumentumregénye (Szamogyerzsec pusztinyi, nyersfordításban: 'A sivatag önkényura'), de az igazi sikert  a 2001-ben kiadott történelmi detektívelbeszéléseinek ciklusa hozta meg. Központi figuráját az író valós személyről, a 19. századi pétervári detektívrendőrség első vezetőjéről, Ivan Putyilin nyomozóról mintázta. A ciklus harmadik, befejező része (Knyaz vetra, Князь ветра) 2001-ben megkapta a Nacionalnij besztszeller díjat. 2002-ben megjelent, szintén a múltban játszódó detektívregényét (Kazaroza) a kritika szintén elismeréssel fogadta. Zsuravli i karliki (Журавли и карлики) című regénye 2009-ben elnyerte a tekintélyes Nagy Könyv díj első fokozatát.
2015-ben publikált történelmi dokumentumregénye, a Zimnyaja doroga (Зимняя дорога, nyersfordítása: 'Téli út') a következő évben mindkét díjat (első helyezést) elnyerte. 
A regény a polgárháború egyik utolsó epizódja, az 1922–1923 közötti jakutföldi ellenállás eseményeit dolgozza fel, középpontjában két valós személy, a „fehér” A. N. Pepeljajev tábornok és a „vörös” I. Ja. Sztrod parancsnok konfrontációja áll. Később mindketten, egymástól teljesen függetlenül, a sztálini önkény áldozatai lettek (1937-ben, illetve 1938-ban). 
A 2010-es évektől Leonyid Juzefovics forgatókönyveket is ír, részben a saját munkái alapján készített televíziós sorozatokhoz. Újabb történelmi regénye, a 2020 végén megjelent Philhellén (Филэллин) a 19. századi görög szabadságharc idején játszódik. (Abban az időben Európa-szerte a görög felkelőkkel szimpatizáló személyeket nevezték philhellénnek). A szereplők egy része szintén történelmi személy, és a könyv levelek, jegyzetek, naplórészletek sorából áll. A regény elnyerte a 2021. évi Nagy Könyv díj első fokozatát.